# Oleksandr Sevidov
Oleksandr Volodimirovici Sevidov (ucraineană Олександр Володимирович Севідов; n. 18 iulie 1969 în Donețk) este un fost fotbalist ucrainean și actual antrenor al echipei FC Karpatî Lviv.